# Leptogaster hermelina
Leptogaster hermelina là một loài ruồi trong họ Asilidae. Leptogaster hermelina được Janssens miêu tả năm 1954. Loài này phân bố ở vùng nhiệt đới châu Phi.